# Carl Jenkinson
Carl Daniel Jenkinson (Harlow, 8 de fevereiro de 1992) é um futebolista inglês naturalizado finlandês. Atualmente, joga pelo Nottingham Forest.
Filho de pai inglês e mãe finlandesa, Jenkinson nasceu e cresceu na Inglaterra e tem representado ambas as seleções de base. Atuou pela Inglaterra no Sub-17, mas em 2010 optou por atuar pela Finlândia a partir do Sub-19.

## Carreira
Revelado pelo Charlton Athletic após nove anos nas categorias de base, atuou profissionalmente pelo clube por apenas dois anos, até ser contratado pelo Arsenal em junho de 2011 por cerca de 1 milhão de libras.

## Títulos
Arsenal
- Copa da Inglaterra: 2016-17